# 列堂義仙
列堂義仙（れつどうぎせん、寛永12年（1635年） - 元禄15年7月24日（1702年8月17日））は、江戸時代の臨済宗の僧。大和国柳生藩初代藩主柳生宗矩（但馬守）の子で、柳生家菩提寺の芳徳寺の第一世住持となった。

## 人物
義仙は柳生宗矩が側室との間に儲けた子で、幼名を六丸といった。12歳のとき父を亡くすが、その前後に父の意志により京都の大徳寺で出家、天祐紹果に入門して僧となり名を義仙と改め、列堂和尚と称した。
さらに宗矩が亡父柳生宗厳（石舟斎）を弔うため沢庵を招いて柳生（現在の奈良市柳生下町）に建立した菩提寺の芳徳寺の住持に定められ、芳徳寺に移る。また、宗矩の遺志に基づく徳川家光の内意によって、宗矩の遺領1万2500石のうち200石が芳徳寺に寺領として分与された。
1646年に父・宗矩が亡くなって間もなく、1650年には父の遺領の大半を相続していた長兄の三厳（十兵衛）が若くして没し、次兄の宗冬が代わって柳生家を継承するが、宗冬も義仙と比べると22年と大きく年齢の離れた兄で、気性の激しかった義仙は宗冬と不仲であったと言われる。義仙は僧職に収まりきれない奔放な気性であったらしく、長く柳生を出奔して芳徳寺を留守にしていた。これに激怒した兄の宗冬が、義仙を追放して代わりの者を住持に立てるよう指示した遺言状が残っている。しかし、義仙が実際に追放されたかどうかは定かではなく、現在も芳徳寺では列堂和尚（義仙）を第一世住持に数えている。のちには大徳寺の住持に就任したこともある。
列堂義仙は柳生宗矩の末子で柳生家の菩提寺の開基であることから歴史に名を残したが、歴史学などの学術的視点からの研究はあまり行われておらず、その事歴については十分に分かっていない部分も多い。
墓所は芳徳寺にあり、柳生家墓所とともに附として奈良市指定史跡になっている。

## その他
劇画「子連れ狼」の登場人物で、主人公・拝一刀の怨敵となる裏柳生総帥・柳生烈堂のモデルであるとされている。